# الشباب (مجلة)
مجلة الشباب هي مجلة شهرية تصدرها مؤسسة الأهرام للصحافة والنشر وهي أكبر مؤسسة صحفية في الشرق الأوسط .
صدر العدد الأول من المجلة عام (1977) ، وكان اسمها وقتها مجلة الشباب وعلوم المستقبل وكانت تعني بالمجالات العلمية فقط إلى أن أصبحت متنوعة بعد ذلك ليتغير اسمها إلى مجلة الشباب وتعد المجلة الأكثر توزيعا في فئتها في مصر.
أما عن محتوى المجلة فيتنوع ما بين السياسي، والاقتصادي ، والديني، والفني، والرياضي. باختصار كل ما يمكن أن يهم الشباب يجب أن يجدوه في مجلتهم.

## رؤساء تحريرها
أول من رأس تحريرها كان الأستاذ صلاح جلال نقيب الصحفيين السابق، وتبعه الأستاذ عبد الوهاب مطاوع والآن يتولى تحريرها الأستاذ لبيب السباعي، ثم محمد عبد الله، وتلاه حسن فتحى، ثم محمد عبد الله مرة أخرى، والآن يرأس تحريرها خالد حبيب.

## اهتمامات المجلة
ونظرًا لخصوصية المجلة وتوجهها لفئة معينة وهي الشباب تعد المجلة أكبر مجلة جَاذِبة للمواهب الشابة ، لتعمل فيها وتشارك في تحريرها بتجربة فريدة من نوعها وسط الصحافة القومية في مصر
كما يشارك في المجلة كبار الكتاب بمقالاتهم وذلك
مثل: الأستاذ أنيس منصور والأستاذ صلاح منتصر وكاتب الشباب الدكتور أحمد خالد توفيق

## الموقع الإلكتروني للمجلة
- موقع مجلة الشباب
- موقع مؤسسة الأهرام